# Portalgewände (Magdeburg)

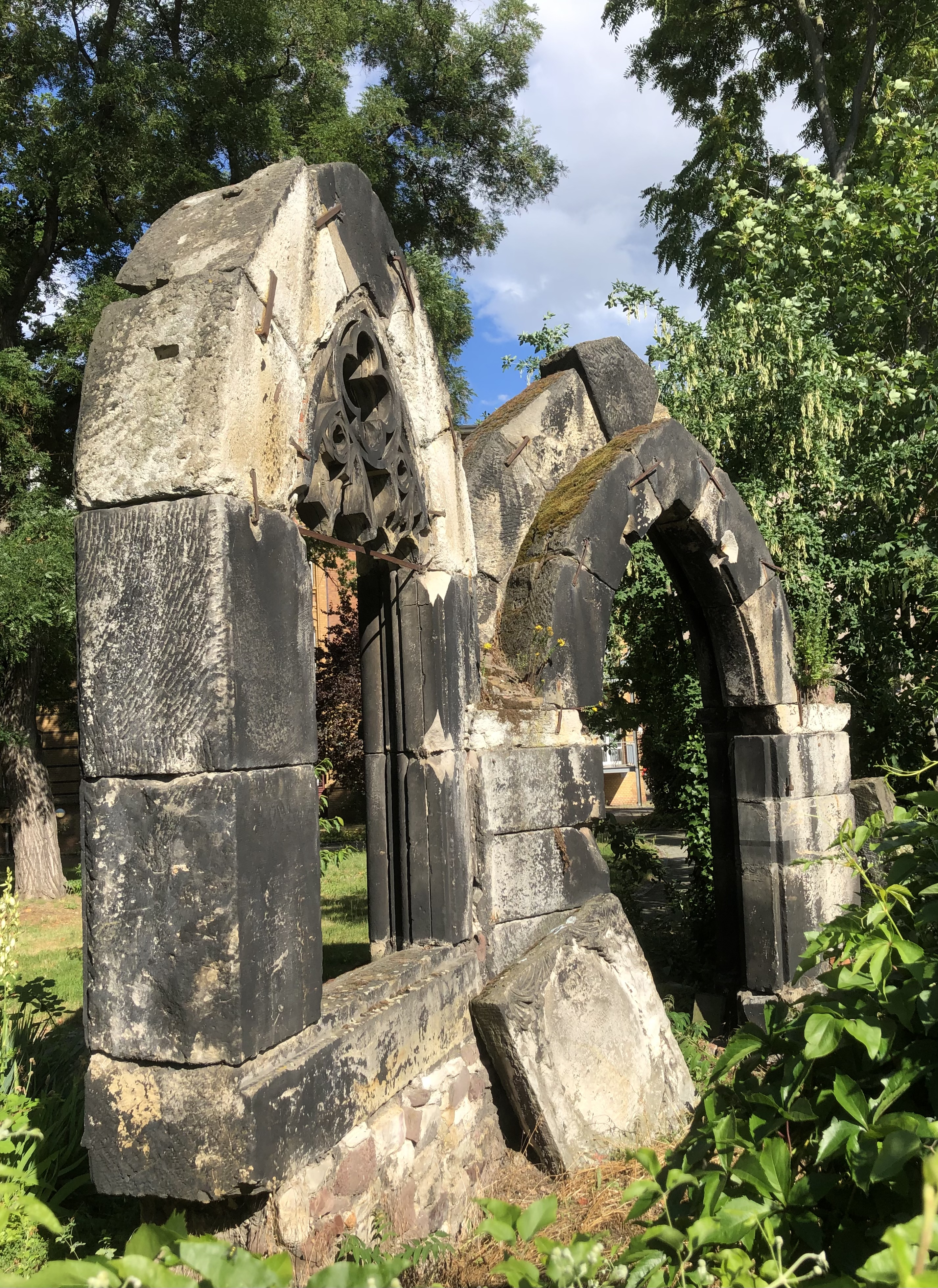
Portalgewände, 2021

Die Portalgewände sind zwei denkmalgeschützte Gewände in Magdeburg in Sachsen-Anhalt.

## Lage
Sie befinden sich im Garten des ehemaligen Budenbergschen Altenstifts in der Budenbergstraße, westlich des Altenheims, im Magdeburger Stadtteil Buckau. Etwas weiter nördlich steht das Budenberg-Mausoleum.

## Architektur und Geschichte
Bei den Gewänden handelt es sich um ein Portal- und ein Fenstergewände, die bereits im frühen 13. Jahrhundert entstanden. Die genaue Herkunft der frühgotischen Spolien ist unklar. Es könnte sich um Reste des 1869 im Zuge des Neubaus der Sankt-Gertrauden-Kirche abgerissenen mittelalterlichen Vorgängerbaus handeln. Möglich ist aber auch, dass es sich um ein Element des 1813 abgerissenen Kloster Berge handelt. 
Bei dem Portal handelt es sich um ein Stufenportal. Es verfügt über große Kehlen und kräftige Runddienste. Die Kelchblockkapitelle sind mit Blatt- und Palmettenornamentik versehen. Es wird vermutet, dass die Entstehung in einem Zusammenhang mit der Dombauhütte des Magdeburger Doms steht. Das im Fenster befindliche Maßwerk ist jüngeren Datums und entstand vermutlich im frühen 19. Jahrhundert. 
Die Platzierung der Gewände im Garten des Budenbergstifts diente als romantisches Element der Gartengestaltung. 
Im örtlichen Denkmalverzeichnis ist das Portal unter der Erfassungsnummer 094 06412 als Baudenkmal verzeichnet.